# 唐·理索
唐·里索（英語：Don Richard Riso，1946年1月17日—2012年8月30日）於美國出生，是九型人格的老師，他撰寫並合著了許多有關該主題的書，在2012年8月30日因轉移性胰腺癌逝世。

## 早期生活
唐·里索在路易斯安那州新奧爾良長大。他學習英語和哲學，並獲得了斯坦福大學的碩士學位。 大約在1962年，他加入了新奧爾良的耶穌會，但後來離開了耶穌會。

## 研究
在1970年代初，耶穌會的一些成員接觸了九型人格的資料，並開始在北美的耶穌會和其他羅馬天主教機構中教授。1974年，唐·里索作為加拿大多倫多的耶穌會士神學院的一員，首先了解了耶穌會士關於九型人格的教義，他說：「由九種一頁式的印象派素描構成的人格類型素描令他著迷。」
里索提出了許多有關理解九型人格的原創思想，例如從“解放”或“健康”到“病理上不健康”的九個“發展水平”。
1987年，唐·里索在他的第一本書《人格類型：利用九型人格進行自我發現》中發表了九型人格的研究。這項工作受到了卡爾·榮格和凱倫·霍尼的影響。三年後，他出版了《理解九型人格》。
1991年，魯斯·哈德森加入了唐·里索的九型人格研究，並於1995年在紐約市建立了九型人格研究所。自那時以來，該研究所搬到了紐約的斯通里奇，在那裡提供講習班和培訓，以及出版與九型人格有關的材料。九型人格研究所在超過15個國家/地區都有代表。